# Coluna Capitolina

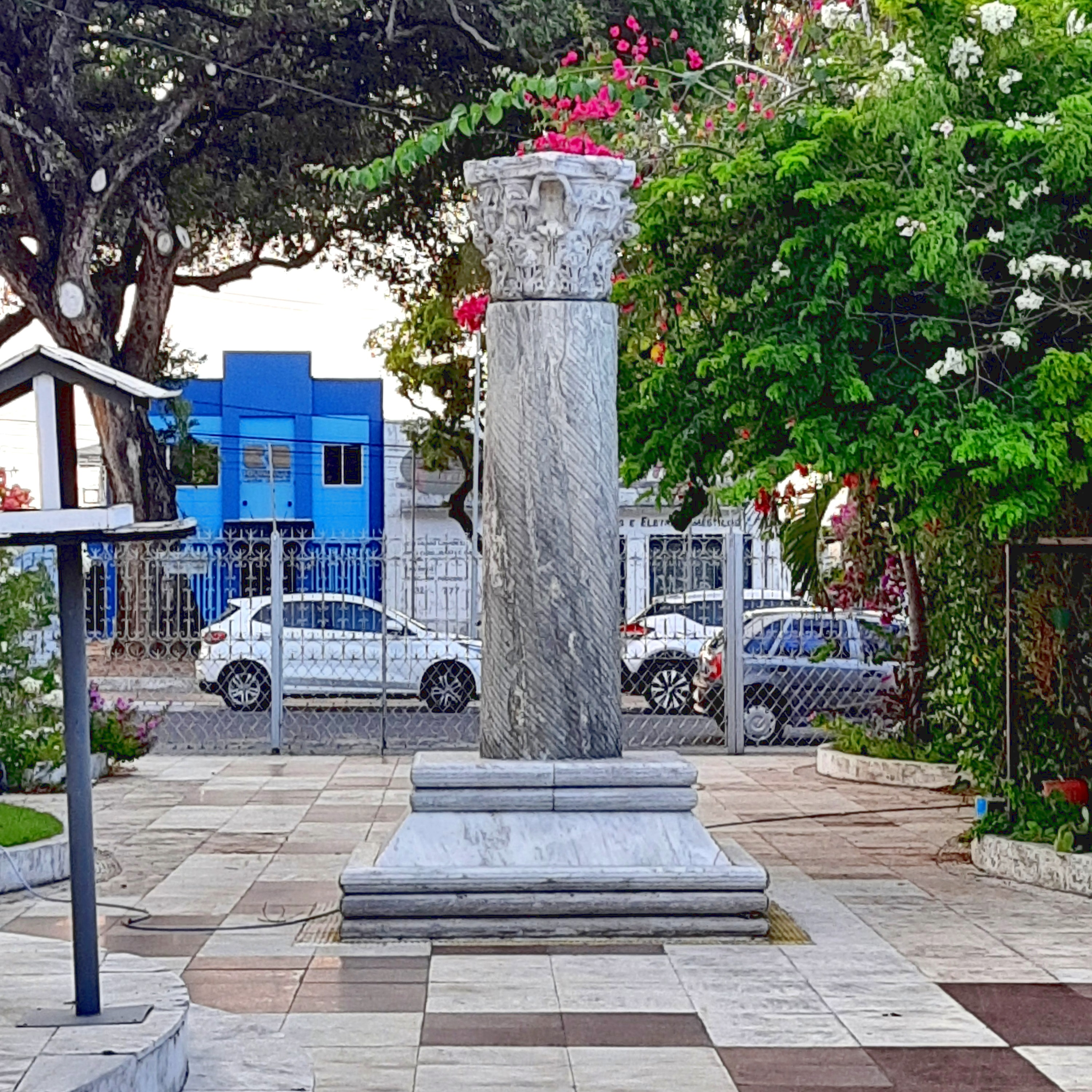
A Coluna Capitolina em Natal

A Coluna Capitolina é uma coluna romana, presente da Itália ao povo do Rio Grande do Norte, em agradecimento pela boa acolhida oferecida aos aviadores daquele país, Carlo del Prete e Arturo Ferrarin.
Em 5 de julho de 1928, estes pilotos alcançaram a costa potiguar, provenientes de Roma, após um voo de mais de 49 horas, sem escalas, perfazendo uma distância de mais de 7 mil quilômetros. A coluna, marco desse feito, tem esse nome porque é supostamente originária do monte Capitolino, em Roma.
Como o promotor da doação foi o ditador italiano Benito Mussolini, o monumento foi por vezes considerado um símbolo fascista. Em 1935, durante a Intentona Comunista no Brasil, a coluna chegou a ser derrubada.